# AFC Săgeata Năvodari
AFC Săgeata Năvodari a fost o echipă de fotbal din localitatea Năvodari, județul Constanța. A evoluat în Liga I în sezonul 2013-2014, ocupând locul 17 la finalul sezonului.  

## Istorie
Echipa a fost înființată în anul 1960 și a evoluat în localitatea Stejaru din județul Tulcea până în 2010. În sezonul 2007-2008 a obținut în premieră promovarea în Liga a III-a, unde a fost repartizată în Seria a V-a. În sezonul 2008-2009 a ocupat locul cinci în această serie, la 13 puncte în urma câștigătoarei, Steaua II București.
Însă în vara anului 2009, Săgeata a fuzionat cu CS Buftea, echipă prezentă în Liga a II-a,, și a preluat locul celei din urmă în al doilea eșalon al fotbalului românesc.
Pe banca tehnică fusese adus încă din sezonul petrecut în Liga a III-a, tehnicianul Aurel Șunda, iar printre jucătorii transferați pentru a întări lotul tulcenilor se numără Alin Paleacu, portarul Florin Olteanu, George Șoltuz sau Alexandru Chițu.
Bugetul echipei în primul sezon în Liga a II-a a fost asigurat de șapte finanțatori însă majoritatea banilor au venit din abonamente. Săgeata Stejaru a avut 150 de abonați care au plătit pe sezon două mii de dolari. 
În vara anului 2010, conducerea echipei a încheiat un parteneriat cu primăria orașului Năvodari, noua echipă urmând să se numească AFC Săgeata Năvodari prin fuziunea cu echipa locală CS Năvodari, fosta CS Midia Năvodari și să evolueze din sezonul 2010-2011 pe stadionul din Năvodari. În sezonul 2010-2011, Săgeata Năvodari a fost repartizată în Liga a II-a. A promovat în Liga I după sezonul 2012-2013, în care a obținut numeroase victorii.

## Stadionul
Săgeata Stejaru și-a disputat meciurile de pe teren propriu pe stadionul din comuna Stejaru, o arenă inaugurată în 2009, și care are o capacitate de 3.000 de locuri.
Din 2010, odată cu mutarea la Năvodari, echipa evoluează pe stadionul Petromidia din localitatea constănțeană.
- Antrenor principal-  Ghita Gianni
- Antrenor secund - Stere Mateo
- Antrenor secund - Cioc Cristian
- Director tehnic -  Bîrsan Stefan